# Ballinae
Ballinae — подсемейство пауков из семейства пауков-скакунов.

## Распространение
Тропические леса Азии и Африки, а также в  Европе.

## Классификация
- Ballini
  - Ballognatha Caporiacco, 1935 — горы Каракорум (Монголия) (1 вид)
  - Ballus C. L. Koch, 1850 — Европа, Северная Африка, Япония, Мьянма, Шри-Ланка (10 видов)
  - Baviola Simon, 1898 — Сейшелы (3 вида)
  - Colaxes Simon, 1900 — Шри-Ланка, Индия (3 вида)
  - Cynapes Simon, 1900 — Сейшелы, Маврика, Родригес (Португалия) (3 вида)
  - Goleta Peckham & Peckham, 1894 — Мадагаскар (2 вида)
  - Marengo Peckham & Peckham, 1892 — Шри-Ланка, Таиланд (6 видов)
  - Pachyballus Simon, 1900 — Африка, Биоко, Йемен, Новая Каледония (7 видов)
  - Padilla Peckham & Peckham, 1894 — Мадагаскар, Ява (7 видов)
  - Peplometus Simon, 1900 — Западная и Южная Африка (2 вида)
  - Philates Simon, 1900 — Индонезия, Филиппинские острова, Новая Гвинея (10 видов)
  - Sadies Wanless, 1984 — Сейшельские острова (4 вида)

- Copocrossini
  - Avarua Marples, 1955 — острова Кука (1 вид)
  - Copocrossa Simon, 1901 — Суматра, Малайзия, Австралия (3 вида)
  - Corambis Simon, 1901 — Новая Каледония, острова Лоялти (Новая Каледония) (2 вида)
  - Ligdus Thorell, 1895 — Мьянма (1 вид)
  - Mantisatta Warburton, 1900 — Борнео, Филиппинские острова (2 вида)